# Sather Professor

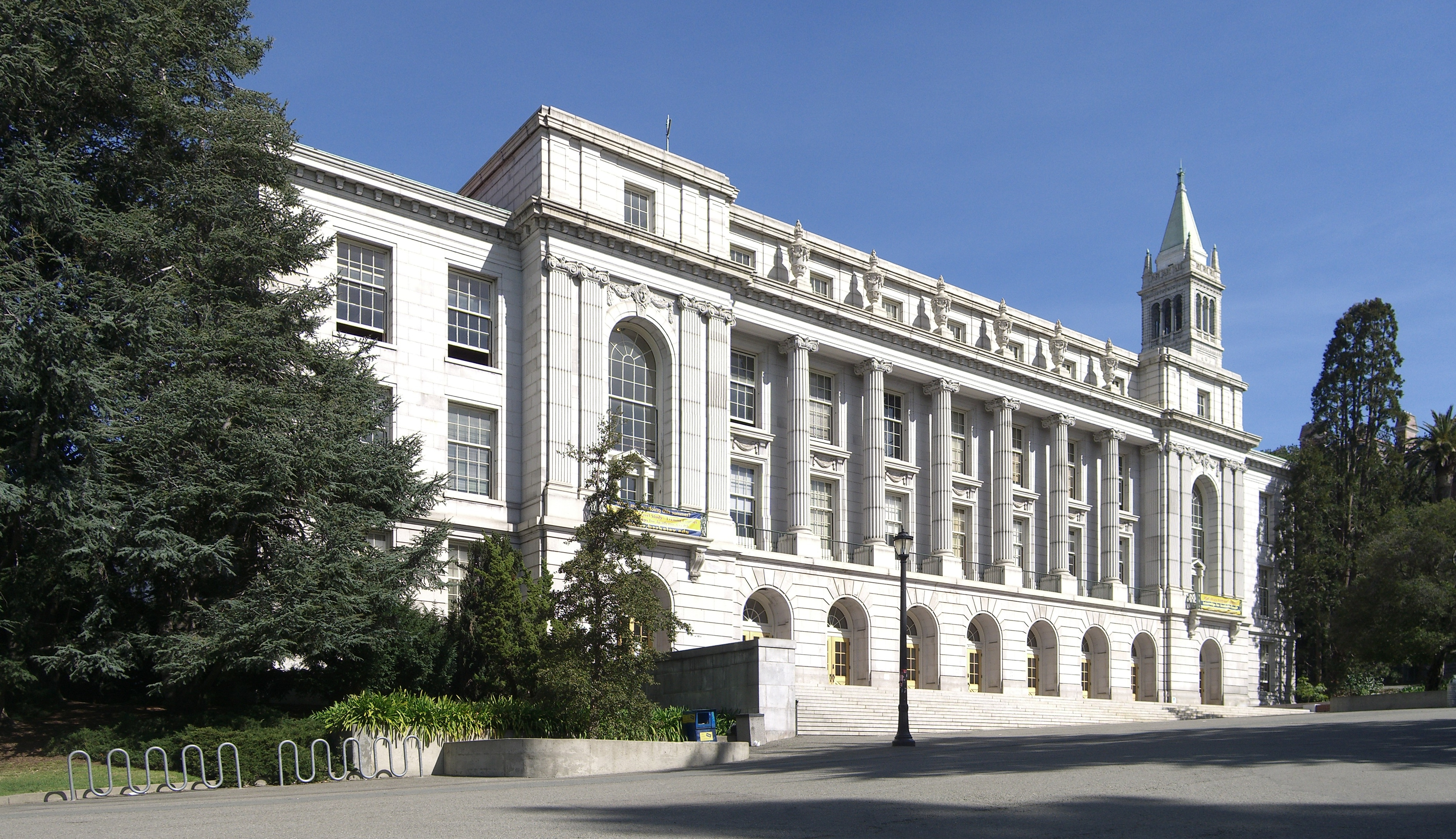
Wheeler Hall, wo der Sather Professor traditionell vorträgt

Sather Professor ist der Titel einer festen Gastprofessur für Altertumswissenschaft an der University of California at Berkeley. Sie wurde 1912 auf das Betreiben des Universitätspräsidenten Benjamin Ide Wheeler aus einer privaten Stiftung gegründet und wird seit 1913 jährlich besetzt. Namensgeber ist der in Norwegen aufgewachsene Bankier Peder Sather (1810–1886), aus dessen Vermächtnis die Stiftung stammt. Als Gastprofessoren werden international renommierte Vertreter der altertumswissenschaftlichen Disziplinen berufen.

## Überblick
Üblicherweise ist die Ernennung zum Sather Professor eine einmalige Auszeichnung. Bisher hatten nur John Linton Myres und Paul Shorey die Stelle mehr als einmal inne. Die neuen Sather Professors werden in der Regel drei Jahre im Voraus ernannt.
Die Sather Professorship wurde aus dem Vermächtnis des Bankiers Peder Sather von seiner Witwe Jane Krom Sather (1824–1911) gestiftet. Auf ihre Stiftung gehen auch zwei Gebäude zurück, das Sather Gate und der Sather Tower.
Ursprünglich hatte der Sather Professor die volle Lehrverpflichtung. Die Professoren Ivan M. Linforth und George Miller Calhoun änderten im Jahr 1919 diese Praxis: Der Sather Professor gibt eine einzige Lehrveranstaltung und hält acht öffentliche Vorlesungen über ein selbst gewähltes Thema, das möglichst über die gewöhnlichen Horizonte der Fächer hinausreichen soll. Die Vorlesungen werden seit 1921 in der Reihe Sather Classical Lectures bei der University of California Press veröffentlicht.
Die Zahl der Vorlesungen wurde im Lauf der Zeit reduziert: erst auf sechs, 2010/2011 auf vier.

## Liste der Inhaber
Angegeben sind die Sather Professors in aufeinanderfolgender Nummerierung nach ihrer Amtszeit. Die Angaben stammen von der Homepage des Department of Classics der Universität Berkeley.
- Fach: Bezeichnet das hauptsächliche Fach des Inhabers (Klassische Philologie, Alte Geschichte, Klassische Archäologie, Byzantinistik, Indogermanistik, Philosophie, Medizingeschichte).
- Universität: Heimatuniversität oder -institution des Inhabers vor oder während seiner Amtszeit.
- Vorlesung: Titel der Vorlesungsreihe des Inhabers (soweit bekannt). Nicht publizierte Vorlesungen sind mit einem Asterisk (*) versehen.
- Farblegende: Professur nicht besetzt designierte Inhaber

| Nr. | Jahr      | Inhaber                                                                                  | Fach                   | Universität                                | Vorlesung |
| --- | --------- | ---------------------------------------------------------------------------------------- | ---------------------- | ------------------------------------------ | --- |
| 1   | 1913/1914 | John Linton Myres (1869–1954)                                                            | Alte Geschichte        | University of Oxford                       | |
| 2   | 1914/1915 | Henry W. Prescott (1874–1943)                                                            | Klassische Philologie  | University of Chicago                      | The Classical Epic (*)                                                                                           |
|     | 1915/1916 | nicht besetzt                                                                            |                        |                                            | |
| 3   | 1916/1917 | Paul Shorey (1857–1934)                                                                  | Klassische Philologie  | University of Chicago                      | The Broader Aspects of Platonism in European Literature (*)                                                      |
| 4   | 1916/1917 | Gordon Jennings Laing (1869–1945)                                                        | Klassische Philologie  | University of Chicago                      | Ancient Etruria (*)                                                                                              |
| 5   | 1917/1918 | Francis Greenleaf Allinson (1856–1931)                                                   | Klassische Philologie  | Brown University                           | The Greeks in Literature and Life (*)                                                                            |
| 6   | 1917/1918 | William Kelly Prentice (1871–1964)                                                       | Klassische Philologie  | Princeton University                       | |
| 7   | 1918/1919 | Paul Shorey (1857–1934)                                                                  | Klassische Philologie  | University of Chicago                      | |
| 8   | 1919/1920 | Edward Kennard Rand (1871–1945)                                                          | Klassische Philologie  | Harvard University                         | The History of Classical Culture during the Middle Ages (*); The History of Pastoral Literature (*)              |
| 9   | 1920/1921 | John A. Scott (1867–1947)                                                                | Klassische Philologie  | Northwestern University                    | The Unity of Homer                                                                                               |
| 10  | 1921/1922 | George Lincoln Hendrickson (1865–1963)                                                   | Klassische Philologie  | Yale University                            | Roman Satire (*)                                                                                                 |
| 11  | 1922/1923 | Herbert Weir Smyth (1857–1937)                                                           | Klassische Philologie  | Harvard University                         | Aeschylean Tragedy                                                                                               |
| 12  | 1923/1924 | Terrot R. Glover (1869–1943)                                                             | Klassische Philologie  | University of Cambridge                    | Herodotus |
| 13  | 1924/1925 | Duane Reed Stuart (1873–1941)                                                            | Klassische Philologie  | Princeton University                       | Epochs of Greek and Roman Biography                                                                              |
| 14  | 1925/1926 | John Burnet (1863–1928)                                                                  | Klassische Philologie  | University of St Andrews                   | Platonism |
| 15  | 1926/1927 | John Linton Myres (1869–1954)                                                            | Klassische Philologie  | University of Oxford                       | Who Were the Greeks?                                                                                             |
| 16  | 1927/1928 | Arthur Leslie Wheeler (1871–1932)                                                        | Klassische Philologie  | Princeton University                       | Catullus and the Traditions of Ancient Poetry                                                                    |
| 17  | 1928/1929 | Paul Shorey (1857–1934)                                                                  | Klassische Philologie  | University of Chicago                      | Platonism Ancient and Modern                                                                                     |
| 18  | 1929/1930 | Tenney Frank (1876–1939)                                                                 | Alte Geschichte        | Johns Hopkins University                   | Life and Literature of the Roman Republic                                                                        |
| 19  | 1930/1931 | Martin Persson Nilsson (1874–1967)                                                       | Klassische Philologie  | Universität Uppsala                        | The Mycenean Origins of Greek Mythology                                                                          |
| 20  | 1931/1932 | Cyril Bailey (1871–1957)                                                                 | Klassische Philologie  | University of Oxford                       | Phases in the Religion of Ancient Rome                                                                           |
| 21  | 1932/1933 | Robert J. Bonner (1868–1946)                                                             | Klassische Philologie  | University of Chicago                      | Aspects of Athenian Democracy                                                                                    |
| 22  | 1933/1934 | William Abbott Oldfather (1880–1945)                                                     | Klassische Philologie  | University of Illinois at Urbana-Champaign | The Decline of Culture within the Roman Empire (*)                                                               |
| 23  | 1934/1935 | Werner Jaeger (1888–1961)                                                                | Klassische Philologie  | Universität Berlin                         | Demosthenes: the Origin and Growth of his Policy                                                                 |
| 24  | 1935/1936 | John Wight Duff (1866–1944)                                                              | Klassische Philologie  | University of Durham                       | Roman Satire: Its Outlook on Social Life                                                                         |
| 25  | 1936/1937 | Samuel Eliot Bassett (1873–1936)                                                         | Klassische Philologie  | University of Vermont                      | The Poetry of Homer                                                                                              |
|     | 1937/1938 | Benjamin Oliver Foster (1872–1938)                                                       | Klassische Philologie  | Stanford University                        | |
| 26  | 1938/1939 | Henri Grégoire (1881–1964)                                                               | Byzantinistik          | Universität Brüssel                        | Constantine the Great and the Triumph of Christianity (*)                                                        |
| 27  | 1939/1940 | Herbert Jennings Rose (1883–1961)                                                        | Klassische Philologie  | University of St Andrews                   | The Eclogues of Virgil                                                                                           |
| 28  | 1940/1941 | Axel W. Persson (1888–1951)                                                              | Klassische Archäologie | Universität Uppsala                        | The Religion of Greece in Prehistoric Times                                                                      |
|     | 1941/1942 | John D. Beazley (1885–1970)                                                              | Klassische Archäologie | University of Oxford                       | |
| 29  | 1942/1943 | Hermann Fränkel (1888–1977)                                                              | Klassische Philologie  | Stanford University                        | Ovid: a Poet between Two Worlds                                                                                  |
| 30  | 1943/1944 | Gilbert Norwood (1880–1954)                                                              | Klassische Philologie  | University of Toronto                      | Pindar |
| 31  | 1944/1945 | Rhys Carpenter (1889–1880)                                                               | Klassische Archäologie | Oberlin College                            | Folk Tale, Fiction, and Saga in the Homeric Epic                                                                 |
| 32  | 1945/1946 | Max L. W. Laistner (1890–1959)                                                           | Alte Geschichte        | Cornell University                         | The Greater Roman Historians                                                                                     |
| 33  | 1946/1947 | Lily Ross Taylor (1886–1969)                                                             | Klassische Philologie  | Bryn Mawr College                          | Party Politics in the Age of Caesar                                                                              |
| 34  | 1947/1948 | Levi Arnold Post (1889–1971)                                                             | Klassische Philologie  | Haverford College                          | Homer to Menander: Forces in Greek Poetic Fiction                                                                |
| 35  | 1948/1949 | John D. Beazley (1885–1970)                                                              | Klassische Archäologie | University of Oxford                       | The Development of Attic Black-Figure                                                                            |
| 36  | 1949/1950 | Eric Robertson Dodds (1893–1979)                                                         | Klassische Philologie  | University of Oxford                       | The Greeks and the Irrational                                                                                    |
| 37  | 1950/1951 | Ben Edwin Perry (1892–1968)                                                              | Klassische Philologie  | University of Illinois at Urbana-Champaign | The Greek Romances                                                                                               |
| 38  | 1951/1952 | Arnold Wycombe Gomme (1886–1959)                                                         | Klassische Philologie  | University of Glasgow                      | The Greek Attitude to Poetry and History                                                                         |
| 39  | 1952/1953 | André-Jean Festugière (1898–1982)                                                        | Klassische Philologie  | École pratique des hautes études           | Personal Religion among the Greeks                                                                               |
| 40  | 1953/1954 | Jakob Larsen (1888–1974)                                                                 | Alte Geschichte        | University of Chicago                      | Representative Government in Greek and Roman History                                                             |
| 41  | 1954/1955 | Joshua Whatmough (1897–1964)                                                             | Indogermanistik        | Harvard University                         | Poetic, Scientific, and Other Forms of Discourse                                                                 |
| 42  | 1955/1956 | Frank E. Adcock (1886–1968)                                                              | Alte Geschichte        | University of Cambridge                    | The Greek and Macedonian Art of War                                                                              |
| 43  | 1956/1957 | Georges Daux (1899–1988)                                                                 | Klassische Philologie  | Sorbonne                                   | An International Organization in Antiquity: The Delphic Amphictiony (*)                                          |
| 44  | 1957/1958 | Denys Lionel Page (1908–1978)                                                            | Klassische Philologie  | University of Cambridge                    | History and the Homeric Iliad                                                                                    |
| 45  | 1958/1959 | Benjamin Dean Meritt (1899–1989)                                                         | Klassische Philologie  | Institute for Advanced Study               | The Athenian Year                                                                                                |
| 46  | 1959/1960 | Ronald Syme (1903–1989)                                                                  | Alte Geschichte        | University of Oxford                       | Sallust |
| 47  | 1960/1961 | Humphrey Davy Findley Kitto (1897–1982)                                                  | Klassische Philologie  | University of Bristol                      | Poiesis, or Literary Structure                                                                                   |
| 48  | 1961/1962 | Arnaldo Momigliano (1908–1987)                                                           | Alte Geschichte        | University College London                  | The Classical Foundations of Modern Historiography                                                               |
| 49  | 1962/1963 | Bernard MacGregor Walker Knox (1914–2010)                                                | Klassische Philologie  | Center for Hellenic Studies                | The Heroic Temper: Studies in Sophoclean Tragedy                                                                 |
| 50  | 1963/1964 | Bruno Snell (1896–1986)                                                                  | Klassische Philologie  | Universität Hamburg                        | Scenes from Greek Drama                                                                                          |
| 51  | 1963/1964 | Sterling Dow (1903–1995)                                                                 | Klassische Archäologie | Harvard University                         | Knossos and Mycenae: the Great Powers in the Bronze Age                                                          |
| 52  | 1964/1965 | Viktor Pöschl (1910–1997)                                                                | Klassische Philologie  | Universität Heidelberg                     | Man and Politics in Tacitus (*)                                                                                  |
| 53  | 1965/1966 | William Bedell Stanford (1910–1984)                                                      | Klassische Philologie  | Universität Dublin                         | The Sound of Greek Poetry                                                                                        |
| 54  | 1966/1967 | Kenneth Dover (1920–2010)                                                                | Klassische Philologie  | University of St Andrews                   | Lysias and the Corpus Lysiacum                                                                                   |
| 55  | 1967/1968 | Edward J. Kenney (1924–2019)                                                             | Klassische Philologie  | University of Cambridge                    | The Classical Text                                                                                               |
| 56  | 1968/1969 | Geoffrey S. Kirk (1921–2003)                                                             | Klassische Philologie  | Harvard University                         | Myth: Meaning and Functions                                                                                      |
| 57  | 1969/1970 | Hugh Lloyd-Jones (1922–2009)                                                             | Klassische Philologie  | University of Oxford                       | The Justice of Zeus                                                                                              |
| 58  | 1970/1971 | Frank W. Walbank (1909–2008)                                                             | Alte Geschichte        | University of Liverpool                    | Polybius |
| 59  | 1971/1972 | Moses I. Finley (1912–1986)                                                              | Alte Geschichte        | University of Cambridge                    | The Ancient Economy                                                                                              |
| 60  | 1972/1973 | Gordon Willis Williams (1926–2010)                                                       | Klassische Philologie  | University of St Andrews                   | Change and Decline. Roman Literature in the Early Empire                                                         |
| 61  | 1973/1974 | Albrecht Dihle (1923–2020)                                                               | Klassische Philologie  | Universität Heidelberg                     | The Theory of Will in Classical Antiquity                                                                        |
| 62  | 1974/1975 | Emily Vermeule (1928–2001)                                                               | Klassische Archäologie | Harvard University                         | Aspects of Death in Early Greek Art and Poetry                                                                   |
| 63  | 1975/1976 | Ernst Badian (1925–2011)                                                                 | Alte Geschichte        | Harvard University                         | |
| 64  | 1976/1977 | Walter Burkert (1931–2015)                                                               | Klassische Philologie  | Universität Zürich                         | Structure and History in Greek Mythology and Ritual                                                              |
| 65  | 1977/1978 | C. John Herington (1924–1997)                                                            | Klassische Philologie  | Yale University                            | Poetry into Drama. Early Tragedy and the Greek Poetic Tradition                                                  |
| 66  | 1978/1979 | James Frank Gilliam (1915–1990)                                                          | Alte Geschichte        | Princeton University                       | |
| 67  | 1979/1980 | Gwilym Ellis Lane Owen (1922–1992)                                                       | Philosophie der Antike | University of Cambridge                    | |
| 68  | 1980/1981 | Emilio Gabba (1927–2013)                                                                 | Alte Geschichte        | Universität Pisa                           | Dionysius and the History of Archaic Rome                                                                        |
| 69  | 1981/1982 | Wendell Vernon Clausen (1923–2006)                                                       | Klassische Philologie  | Harvard University                         | Virgil’s Aeneid and the Tradition of Hellenistic Poetry                                                          |
| 70  | 1982/1983 | Christian Habicht (1926–2018)                                                            | Alte Geschichte        | Institute for Advanced Study               | Pausanias’ Guide to Ancient Greece                                                                               |
| 71  | 1983/1984 | Geoffrey Lloyd (* 1933)                                                                  | Klassische Philologie  | University of Cambridge                    | The Revolutions of Wisdom: Studies in the Claims and Practice of Ancient Greek Science                           |
| 72  | 1984/1985 | Anthony Snodgrass (* 1934)                                                               | Klassische Archäologie | University of Cambridge                    | An Archaeology of Greece                                                                                         |
| 73  | 1985/1986 | Averil Cameron (* 1940)                                                                  | Alte Geschichte        | University of Oxford                       | Christianity and the Rhetoric of Empire: The Development of Christian Discourse                                  |
| 74  | 1986/1987 | Thomas Gelzer (1926–2010)                                                                | Klassische Philologie  | Universität Basel                          | |
| 75  | 1988/1989 | Bernard Williams (1929–2003)                                                             | Philosophie            | University of Cambridge                    | Shame and Necessity                                                                                              |
| 76  | 1990      | Albert Henrichs (1942–2017)                                                              | Klassische Philologie  | Harvard University                         | |
| 77  | 1990/1991 | Paul Zanker (* 1937)                                                                     | Klassische Archäologie | Universität München                        | The Mask of Socrates. The Image of the Intellectual in Antiquity                                                 |
| 78  | 1991/1992 | Glen W. Bowersock (* 1936)                                                               | Alte Geschichte        | Institute for Advanced Study               | Fiction as History: Nero to Julian                                                                               |
| 79  | 1992/1993 | Alexander Nehamas (* 1946)                                                               | Philosophie            | Princeton University                       | The Art of Living: Socratic Reflections from Plato to Foucault                                                   |
| 80  | 1993/1994 | Anne Pippin Burnett (1925–2017)                                                          | Klassische Philologie  | University of Chicago                      | Revenge in Attic and Late Tragedy                                                                                |
| 81  | 1994/1995 | Gian Biagio Conte (* 1941)                                                               | Klassische Philologie  | Scuola Normale Superiore di Pisa           | The Hidden Author. An Interpretation of Petronius’ Satyricon                                                     |
| 82  | 1995/1996 | Froma I. Zeitlin (* 1933)                                                                | Klassische Philologie  | Princeton University                       | |
| 83  | 1996/1997 | Brunilde Sismondo Ridgway (* 1929)                                                       | Klassische Archäologie | Bryn Mawr College                          | Prayers in Stone: Greek Architectural Sculpture ca. 600–100 B.C.E.                                               |
| 84  | 1997/1998 | Michael Frede (1940–2007)                                                                | Philosophie der Antike | University of Oxford                       | A Free Will. Origins of the Notion in Ancient Thought                                                            |
| 85  | 1998/1999 | Henk Versnel (* 1936)                                                                    | Alte Geschichte        | Universität Leiden                         | |
| 86  | 1999/2000 | Anna Morpurgo Davies (1937–2014)                                                         | Indogermanistik        | University of Oxford                       | |
| 87  | 2000/2001 | Brian Stock (* 1939)                                                                     | Philosophie            | University of Toronto                      | Augustine’s Inner Dialogue. The Philosophical Soliloquy in Late Antiquity                                        |
| 88  | 2001/2002 | Gregory Nagy (* 1942)                                                                    | Klassische Philologie  | Harvard University                         | Homer the Classic                                                                                                |
| 89  | 2002/2003 | Fergus Millar (* 1935)                                                                   | Alte Geschichte        | University of Oxford                       | A Greek Roman Empire: Power, Belief and Reason under Theodosius II (A.D. 408–450)                                |
| 90  | 2003/2004 | Denis Feeney (* 1955)                                                                    | Klassische Philologie  | Princeton University                       | Charts of Roman Time: The Uses of Time in the Formation of Roman Culture                                         |
| 91  | 2004/2005 | David Sedley (* 1947)                                                                    | Philosophie der Antike | University of Cambridge                    | Creationism and Its Critics in Antiquity                                                                         |
| 92  | 2005/2006 | Roger S. Bagnall (* 1947)                                                                | Alte Geschichte        | Columbia University                        | Everyday Writing in the Graeco-Roman East                                                                        |
| 93  | 2006/2007 | Tonio Hölscher (* 1940)                                                                  | Klassische Archäologie | Universität Heidelberg                     | Visual Power in Ancient Greece and Rome                                                                          |
| 94  | 2007/2008 | Helene P. Foley (* 1942)                                                                 | Klassische Philologie  | Barnard College                            | Reimagining Greek Tragedy on the U.S. Stage                                                                      |
| 95  | 2008/2009 | Mary Beard (* 1955)                                                                      | Alte Geschichte        | University of Cambridge                    | Roman Laughter                                                                                                   |
| 96  | 2009/2010 | Heinrich von Staden (* 1939)                                                             | Geschichte der Medizin | Institute for Advanced Study               | The Scientific Lives of Animals: Ancient Greece and Rome (*)                                                     |
| 97  | 2010/2011 | Alessandro Barchiesi (* 1955)                                                            | Klassische Philologie  | Universität Siena                          | The War for Italia: Conflict and Collective Memory in Vergil’s Aeneid (*)                                        |
| 98  | 2011/2012 | Nicholas Purcell                                                                         | Alte Geschichte        | University of Oxford                       | Venal Histories: The Character, Limits, and Historical Importance of Buying and Selling in the Ancient World (*) |
| 99  | 2012/2013 | Robert Parker (* 1950)                                                                   | Alte Geschichte        | University of Oxford                       | Greek Religion Abroad                                                                                            |
| 100 | 2013/2014 | François Lissarrague (* 1947)                                                            | Klassische Archäologie | Centre Louis Gernet                        | Panta Kala: Heroic Warriors and the Aesthetics of Weaponry in Greek Art (*)                                      |
| 101 | 2014/2015 | Richard P. Martin (* 1954)                                                               | Klassische Philologie  | Stanford University                        | Comic Community: Laughter and Loathing in Athens (*)                                                             |
| 102 | 2015/2016 | Philip Hardie (* 1952)                                                                   | Klassische Philologie  | University of Cambridge                    | Classicism and Christianity in Late Antique Latin Poetry (*)                                                     |
| 103 | 2016/2017 | M. M. McCabe (* 1948)                                                                    | Philosophie der Antike | King’s College London                      | Seeing and Saying: Plato on Virtue and Knowledge (*)                                                             |
| 104 | 2017/2018 | Maurizio Bettini (* 1947)                                                                | Klassische Philologie  | Universität Siena                          | City of the Spoken Word: Orality and the Foundations of Roman Culture (*)                                        |
| 105 | 2018/2019 | Jack L. Davis (* 1950)                                                                   | Klassische Archäologie | University of Cincinnati                   | A Bronze Age Greek State in Formation (*)                                                                        |
| 106 | 2019/2020 | Josiah Ober (* 1953)                                                                     | Alte Geschichte        | Stanford University                        | The Greeks and the Rational. The Discovery of Practical Reason                                                   |
| 107 | 2020/2021 | Greg Woolf (* 1961)                                                                      | Alte Geschichte        | Universität London                         | |
| 107 | 2021/2022 | Emily Gowers (* 1963)                                                                    | Klassische Philologie  | University of Cambridge                    | |
| 108 | 2022/2023 | Yopie Prins (* 1955)                                                                     | Klassische Philologie  | University of Michigan                     | |
| 109 | 2023/2024 | Victoria Wohl (* 1966)                                                                   | Klassische Philologie  | University of Toronto                      | |
| 110 | 2024/2025 | Victoria Wohl (* 1966); Josiah Ober (* 1953); Greg Woolf (* 1961); Emily Gowers (* 1963) |                        |                                            | |
| 111 | 2025/2026 | Emily Greenwood (* 1976)                                                                 |                        |                                            | |
| 112 | 2026/2027 | Yopie Prins (* 1955)                                                                     |                        |                                            | |
| 113 | 2027/2028 | Barbara Borg (* 1960)                                                                    |                        |                                            | |
| 114 | 2028/2029 | Kimberly D. Bowes (* 1970)                                                               |                        |                                            | |

Anmerkungen zur Tabelle
1. ↑  Infolge der Kriegsereignisse (Erster Weltkrieg, Seeblockade Englands durch deutsche U-Boote) wurde für 1915/1916 kein Sather Professor ernannt.
2. ↑  Starb noch vor Antritt. Die bereits fertiggestellte Vorlesungsreihe erschien postum 1938.
3. ↑  Konnte der Einladung aus gesundheitlichen Gründen nicht folgen. Die Vorlesungen wurden von Oscar Broneer und Henry Theodore Wade-Gery gehalten.
4. ↑  John D. Beazley konnte dem Ruf wegen der Kriegsereignisse (Zweiter Weltkrieg) nicht folgen. Die Vorlesungen übernahmen Carl Blegen und Harold Cherniss.
5. ↑  Aufgrund der Covid-19-Pandemie nicht besetzt, 2024/25 nachgeholt.
6. ↑  Aufgrund der Covid-19-Pandemie nicht besetzt, 2024/25 nachgeholt.
7. ↑  Aufgrund der Covid-19-Pandemie nicht besetzt, 2024/25 nachgeholt.
8. ↑  Aufgrund der Covid-19-Pandemie nicht besetzt, 2024/25 nachgeholt.
9. ↑  Nachgeholte Professuren der vier vorherigen Jahre, als aufgrund der Corona-Pandemie und deren Nachwirkungen die Professuren zwar berufen wurden, aber die Vorlesungen nicht hielten.

## Statistik
Für die Auswertung der Liste werden nur die Daten des jeweils laufenden akademischen Jahres herangezogen. Die designierten Sather Professors werden nicht berücksichtigt.
- Fächer: Die meisten Professoren waren bisher Klassische Philologen (62), auch wenn viele von ihnen fachübergreifende Interessen hatten. Seit den 1950er Jahren nimmt die Diversität der Disziplinen zu. An zweiter Stelle steht die Alte Geschichte mit 22 Vertretern, an dritter Stelle die Klassische Archäologie mit 11 Vertretern.
- Geschlechterverhältnis: Die erste Frau als Sather Professor war 1946/1947 Lily Ross Taylor. Die nächsten Frauen waren 1974/1975 Emily Vermeule und 1985/1986 Averil Cameron. Erst seit 1993 nimmt der Frauenanteil der Sather Professorship zu: Unter den Sather Professors seit 1993 waren sieben Frauen (27 %). Der gesamte Anteil der weiblichen Sather Professors seit Einrichtung der Professur beträgt 9,4 %.
- Heimatuniversität: Die meisten Professoren kamen von der Universität Oxford (14). Auf dem zweiten Platz liegt Cambridge (12), auf dem dritten Harvard (10).
- Staatsangehörigkeit: Gemessen an der Heimatuniversität kamen die meisten Sather Professors aus den Vereinigten Staaten (48). An zweiter Stelle steht das Vereinigte Königreich mit 34 Vertretern, von denen 29 aus England und fünf aus Schottland kamen. Von deutschen Universitäten wurden bisher sechs Professoren berufen; dazu kommen sieben deutsche Auswanderer. Von italienischen Universitäten kamen bislang vier Vertreter, von französischen Universitäten drei, kanadischen, schweizerischen und schwedischen Universitäten je zwei, je einer aus Belgien, Irland und den Niederlanden.
- Alter: Der bei seinem Antritt jüngste Sather Professor war 1914 Henry W. Prescott (40 Jahre), der älteste 1928 Paul Shorey (71 Jahre) bei seinem dritten Aufenthalt. Der Altersdurchschnitt der Sather Professors beträgt 56 Jahre.